# Pont de l'Évêché
Pour les articles homonymes, voir Évêché (homonymie).
Le pont de l'Évêché est un pont routier à arche unique enjambant la Sambre à Namur (Belgique) et assurant la jonction entre le boulevard Frère-Orban et le croisement entre l'avenue Reine Astrid et la rue du bord de l'eau. 
Un premier pont fut construit à cet endroit en 1842, permettant aux Salzinnois de se rendre plus facilement à Namur. Peu solide il dut être remplacé dès 1864 par un second. C'est alors que le pont reçût le nom de 'pont de l'évêché', comme il arrivait en face du domaine de l'évêché de Namur.  
La structure actuelle, achevée en 1948, est une réplique exacte du pont précédent qui avait été achevé en 1939, pour être dynamité par l'armée belge le 15 mai 1940 pour empêcher l’avancée de l’armée allemande, dans les premiers mois de la Seconde Guerre mondiale. 
D’une seule portée, le pont enjambe la Sambre tout en générant égaiement, sur les deux rives, des passages couverts pour piétons et cyclistes (quai des Joghiers). 